# Schwärzliche Flockenblume
Die Schwärzliche Flockenblume (Centaurea nigrescens) ist eine Pflanzenart aus der Gattung Flockenblumen (Centaurea) innerhalb der Familie der Korbblütler (Asteraceae).

## Beschreibung

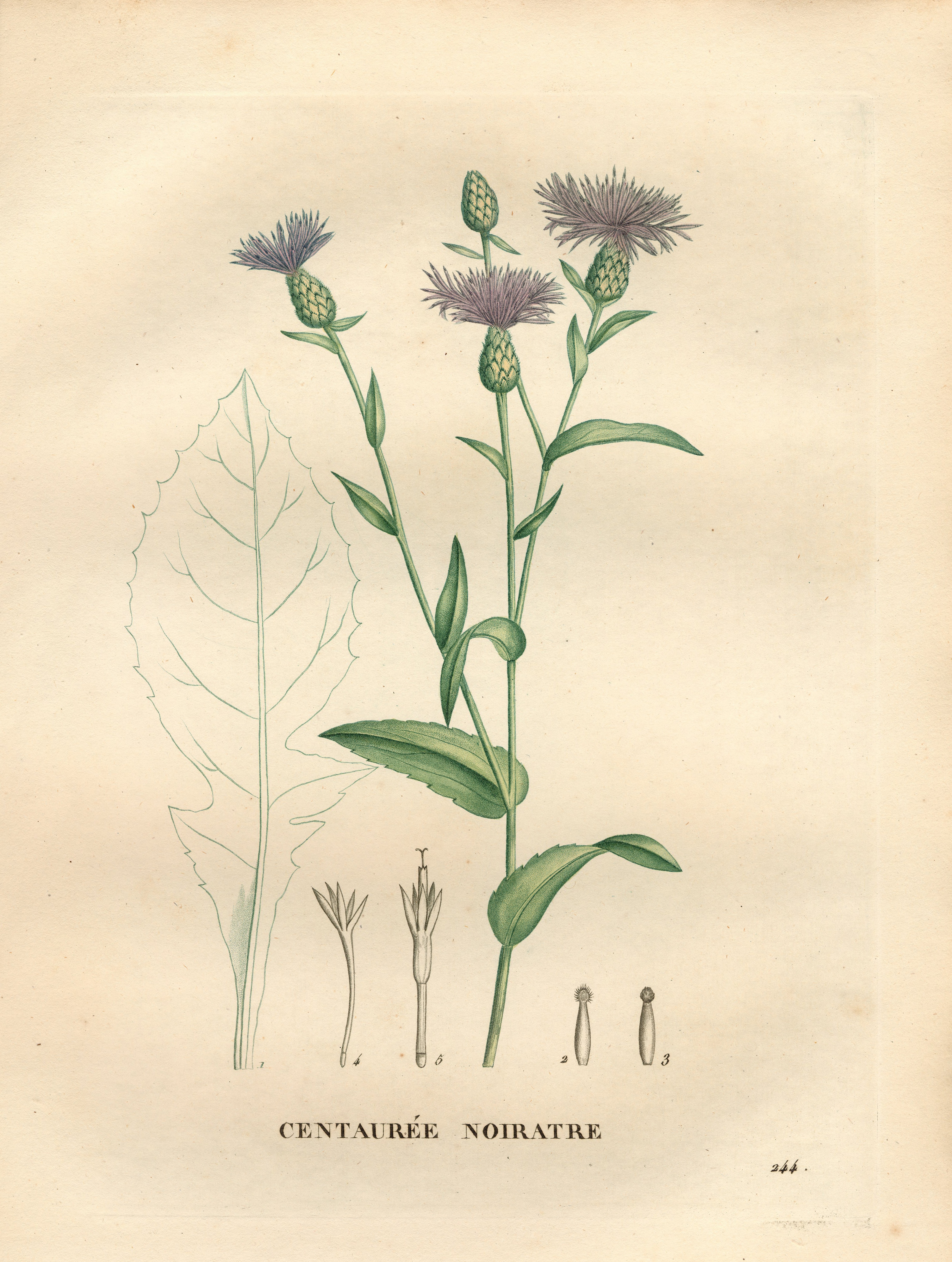
Illustration aus J. H. Jaume Saint-Hilaire: La flore et la pomone francaises. 3. Band, 1830, Tafel 244: Oberer Pflanzenteil, 1 Basales Blatt, 2 Äußeres Hüllblatt, 3 Inneres Hüllblatt, 4 Äußere Röhrenblüte, 5 Innere Röhrenblüte

### Vegetative Merkmale
Bei der Schwärzlichen Flockenblume handelt es sich um eine ausdauernde krautige Pflanze, die Wuchshöhen meist 30 und 100, selten bis zu 150 Zentimetern erreicht. Der kantige Stängel ist kahl und von der Mitte an in wenige beblätterte Äste geteilt.
Die unteren Laubblätter sind gestielt, lanzettlich geformt und fiederlappig- oder ungeteilt. Die oberen sitzen mehr oder weniger direkt am Stängel an.

### Generative Merkmale
Die Blütezeit liegt vorwiegend in den Monaten Juli bis September. Die einzeln stehenden, körbchenförmigen Blütenstände sind von den obersten Laubblättern umhüllt. Die schwärzlichen, regelmäßig gefransten äußeren Hüllblattanhängsel sind mehr oder weniger dreieckig. Die inneren können – je nach Unterart – auch rundlich geformt sein. Sie sind mehr oder weniger stark angedrückt und überdecken die inneren, grünlichen Anhängsel nicht, so dass dadurch die Hülle schwarzgrün gescheckt erscheint. In den Blütenkörben befinden sich 40 bis über 100 Röhrenblüten.
Die Röhrenblüten sind purpurfarben.
Die bräunlichgraue Achäne ist 2,5 bis 3 Millimeter lang und besitzt selten einige Pappusborsten.
Die Chromosomenzahl beträgt 2n = 22 oder 44.

## Verbreitung und Standortansprüche
Centaurea nigrescens kommt vorwiegend in Süd- und Südosteuropa vor. Sie ist ein submediterranes Florenelement. Sie ist ursprünglich in Frankreich, Italien, in Mitteleuropa, auf der Balkanhalbinsel, in Rumänien und in der Türkei. Centaurea nigrescens ist in Nordamerika, Argentinien und Australien ein Neophyt.
Von der formenreichen und noch ungenügend erforschten Art Centaurea nigrescens gibt es in Mitteleuropa die drei Unterarten: Eigentliche Schwärzliche Flockenblume (Centaurea nigrescens subsp. nigrescens), Südliche Schwärzliche Flockenblume (Centaurea nigrescens subsp. transalpina) und Wocheiner Schwärzliche Flockenblume (Centaurea nigrescens subsp. vochinensis).
In Deutschland ist die Schwärzliche Flockenblume selten vor allem im mittleren und westlichen Gebiet zu finden, so z. B. im Nahetal und im Oberrheingebiet.
In Österreich kommt Centaurea nigrescens zerstreut vor und ist vermutlich in drei Unterarten vertreten.
In der Schweiz ist die Schwärzliche Flockenblume nur im Süden gebietsweise verbreitet zu finden. Darüber hinaus kommt sie sehr selten vor.
Centaurea nigrescens wächst in Mitteleuropa sowohl in Fettwiesen als auch in trockeneren Rasengesellschaften. Sie bevorzugt mehr oder weniger trockene, warme, nährstoffreiche und schwere Böden. Sie ist eine Charakterart des Verbands Arrhenatherion, kommt aber auch in Pflanzengesellschaften der Verbände Mesobromion oder Molinion vor.

## Systematik
Die Erstveröffentlichung von Centaurea nigrescens erfolgte 1803 durch Carl Ludwig von Willdenow. Synonyme für Centaurea nigrescens Willd. sind: Jacea nigrescens (Willd.) Soják, Centaurea dubia subsp. nigrescens (Willd.) Hayek, Centaurea jacea subsp. nigrescens (Willd.) Čelak., Centaurea pratensis subsp. nigrescens (Willd.) P.Fourn.
Nach Euro+Med kann man insgesamt folgende Unterarten unterscheiden, hier mit ihren Verbreitungsgebieten:
- Centaurea nigrescens subsp. neapolitana (Boiss.) Dostál (Syn.: Centaurea neapolitana Boiss., Jacea neapolitana (Boiss.) Holub, Centaurea spathulata Ten.): Sie kommt nur in Italien vor.[4]
- Eigentliche Schwärzliche Flockenblume (Centaurea nigrescens Willd. subsp. nigrescens): Sie kommt in Italien, Österreich, Ungarn, auf der Balkanhalbinsel und in Rumänien vor.[4]
- Centaurea nigrescens subsp. pinnatifida (Fiori) Dostál: Sie kommt nur in Italien vor.[4]
- Centaurea nigrescens subsp. ramosa Gugler: Sie kommt in Frankreich und in Italien vor.[4]
- Centaurea nigrescens subsp. smolinensis (Hayek) Dostál (Syn.: Centaurea smolinensis Hayek, Jacea smolinensis (Hayek) Holub, Centaurea dubia subsp. smolinensis (Hayek) Hayek): Dieser Endemit kommt nur in Bosnien und Herzegowina vor.[4]
- Südliche Schwärzliche Flockenblume (Centaurea nigrescens subsp. transalpina (DC.) Nyman, Syn.: Centaurea transalpina DC., Centaurea jacea subsp. transalpina (DC.) R.C.V.Douin, Jacea nigrescens subsp. transalpina (DC.) Soják, Centaurea dubia Suter non S.G.Gmel.): Sie kommt in Frankreich, in der Schweiz, in Österreich und in Italien vor.[4]
- Wocheiner Schwärzliche Flockenblume (Centaurea nigrescens subsp. vochinensis (W.D.J.Koch) Nyman, Centaurea vochinensis Rchb. nom. illeg., Centaurea dubia subsp. vochinensis (W.D.J.Koch) Hayek, Centaurea nigrescens var. vochinensis W.D.J.Koch, Centaurea carniolica Host, Centaurea rotundifolia (Bartl.) Hayek, Jacea carniolica (Host) Holub, Centaurea nigrescens var. rotundifolia Bartl.): Sie kommt in Italien, in Slowenien, Österreich und in Ungarn vor.[4]